# Мишак Віра Григорівна
Віра Григорівна Мишак (нар. 17 березня 1928, село Устинівка, нині — Харківська область) — українська художниця, майстриня натюрмортів. Мешкає у Маріуполі.

## Життєпис
Народилась в селі Устинівка, Харківська область.
1949 року закінчила Дніпропетровське художнє училище. Її викладачі в училищі — Панін М. М. (учень Іллі Рєпіна), М. С. Погрібняк.
1951 року — переїхала до м. Жданова (нині — Маріуполь). У 1951—1980-х роках працювала у місцевому товаристві художників (нині — Маріупольська організація Національної спілки художників України). 
Від 1950-х років учасниця міських, обласних мистецьких виставок. 18—19 травня 2013 року у Міському Центрі сучасного мистецтва і культури імені Архипа Куїнджі у Маріуполі відбулася персональна виставка художниці. 
Основний напрямок творчості — натюрморти у реалістичному стилі.
Мисткиня іде в композиціях від натурних спостережень. Тому вони асиметричні, бо повної симетрії в природі нема. Композиції тяжіють до ясних і майже класично простих. Для неї нема і тьмяних, неяскравих кольорів, що так приваблюють утомлених і безенергійних людей. Саме через це «персонажі» натюрмортів майстрині — впевнені у собі і подані в найкращі години власного існування. Її квіткові натюрморти нічим не нагадують подібні у інших художників, в них збережена «рослинна індивідуальність», котру здатні помітити лише залюблені в справу художники і садівники. Нема в них і алюзій на квіткові натюрморти голландців XVII століття чи стилізацій. Це погляд сучасниці, що знає досвід попередників, але не використовує деформацій і неохайної художньої техніки.

## Вибрані твори
- 1990-і рр. — «Флокси в синій вазі», «Білі та рожеві троянди», «Виноград, яблука і гранат», «Самовар і посуд для чаювання, гілочки верби»;
- «Кераміка і білі та рожеві троянди»;
- 2010 р. — «Півонії з полуницею»;
- 2011 р. — «Подарунки моря».